# Liste von Enzyklopädien und Lexika in deutscher Sprache
In der Liste von Enzyklopädien und Lexika in deutscher Sprache befinden sich Überblickinformationen zu alten und neuen Enzyklopädien und Lexika aus dem deutschsprachigen Raum.

## Allgemeine Enzyklopädien und Lexika
- Allgemeine Encyclopädie der Wissenschaften und Künste
- Allgemeine Realencyclopädie oder Conversationslexicon für das katholische Deutschland (auch: Manz’sche Enzyklopädie). 10 Bände, 2 Supplement-Bände. Regensburg 1846, Digitalisate MDZ
- Allgemeines Lexikon der Künste und Wissenschaften
- Beckmanns Neues Weltlexikon mit Weltatlas. Otto Beckmann Verlag, München/Wien 1957
- Beckmanns Welt-Lexikon und Welt-Atlas A-Z. Otto Beckmann Verlag, Leipzig/Wien 1932
- Bertelsmann Lexikothek
- Bertelsmann Universallexikon
- Brockhaus Enzyklopädien
- Conversationslexikon mit vorzüglicher Rücksicht auf die gegenwärtigen Zeiten (auch: Löbel-Frankes Lexikon). 5 Bände + ein unvollständiger 6. Band. Leipzig 1796–1808
- Danubia-Volkslexikon. 2 Bände. Wien 1948
- Das Große Duden-Lexikon. 8 Bände. Bibliographisches Institut, Mannheim/Wien/Zürich 1969
- Das Große Fischer-Lexikon in Farbe. 20 Bände. S. Fischer Verlag, Frankfurt am Main 1976
- Das kluge Alphabet. 10 Bände. Propyläen-Verlag, 1934
- Das kluge Alphabet. 3 Bände. Ullstein-Verlag, 1957
- Das moderne Lexikon. Bertelsmann, 1973
- Das neue Duden-Lexikon. 10 Bände. Dudenverlag, Mannheim/Wien/Zürich 1984
- Das neue Fischer-Lexikon in Farbe. 10 Bände. S. Fischer Verlag, Frankfurt am Main 1979
- Das Wikipedia-Lexikon in einem Band
- Das Zeit-Lexikon
- Dennert’s Konversationslexikon. 3 Bände,  Verlag Peter J. Oestergaard, 1910
- Der kleine Beckmann. Illustriertes Konversationslexikon für Schule und Haus. 2 Bände, Otto Beckmann Verlag, Leipzig/Wien 1927
- Der kleine Brockhaus
- Der kleine Pöschl. 2 Bände. Kassel 1952
- Der Knaur. Universallexikon in 15 Bänden. Lexikographisches Institut, München 1990–1992
- Der Neue Brockhaus
- Deutsch-Amerikanisches Conversations-Lexicon. 11 Bände. Verlag Friedrich Gerhard, New York 1869
- Deutsche Encyclopädie
- Deutschsprachige Wikipedia
- Die Kultur der Gegenwart
- dtv-Lexikon. 20 Bände, Deutscher Taschenbuch-Verlag, München 1966
- Duden-Enzyklopädie. 15 Bände. 1970
- Duden-Lexikon. 3 Bände. 1961
- Enzyklopädie 2000. 12 Bände. Wissen Verlag, Stuttgart 1969–1973 (192 Sammelhefte), inhaltsgleich mit Lexikon 2000
- Enzyklopädie Naturwissenschaft und Technik. 5 Bände + 2 Jahresbände. Verlag Moderne Industrie, Landsberg 1979–1983 (Nachdruck: Zweiburgenverlag, Weinheim 1983)
- Grosses vollständiges Universal-Lexicon Aller Wissenschafften und Künste
- Habbel’s Konversations-Lexikon. 5 Bände. Habbel, Regensburg 1912
- Herders Conversations-Lexikon
- Kiepen-Lexikon des Wissens und der Bildung. 2 Bände, Kiepenheuer & Witsch, Köln 1958 (= Lexikon der Büchergilde. 1958 / Das große Nymphenburger Volkslexikon. 1964 / Reader’s Digest Universallexikon. 1966)
- Knaurs Jugendlexikon. München 1953
- Knaurs Konversationslexikon
- Lexikon 2000. 13 Bände incl. Ergänzungsband (Essays, Artikel, Register). Wissen Verlag, München 1973, inhaltsgleich mit Enzyklopädie 2000
- LexiROM
- Lux-Volkslexikon. 1 Band. Sebastian Lux Verlag, München 1948 (= Lux Neues Volkslexikon. München 1962 / Neues Volkslexikon., Fackelverlag, Stuttgart 1968)
- Meyers Blitz-Lexikon
- Meyers Kleines Konversations-Lexikon
- Meyers Konversations-Lexikon
- Meyers Memo
- Microsoft Encarta
- Munzinger-Archiv
- Neues Conversationslexikon. Staats- und Gesellschaftslexikon (auch: Wageners Conversations-Lexikon). 23 Bände. F. Heinicke, Berlin 1859, Digitalisate MDZ
- Neues Welt-Lexikon. 2 Bände. Otto Beckmann Verlag, Leipzig, Wien 1949
- Neu-vermehrtes Historisch- und Geographisches Allgemeines Lexicon
- Oeconomische Encyclopädie
- Oestergaards Lexikon. 20 Bände. Verlag Peter J. Oestergaard, 1931
- Reales Staats- und Zeitungs-Lexicon, 1704
- rororo-Lexikon. 9 Bände, Rowohlt-Taschnebuchverlag, 1966
- S. Fischer Lexikon. 4 Bände, S. Fischer Verlag, 1969
- Stauffacher Hauslexikon. 1 Band. Zürich 1955 (Lizenzausgaben: Hansens Universal-Lexikon. Deutscher Bücherbund, 1965[1]; Lexikon der Deutschen Hausbücherei, A – Z. Deutsche Hausbücherei, Hamburg/Berlin 1956[2])
- Ullstein-Handlexikon. 1 Band. Ullstein Verlag, Berlin 1964 (= DBG-Handlexikon. Deutsche Buchgemeinschaft, 1964)
- Universal-Lexikon der Gegenwart und Vergangenheit
- Universum-Taschenlexikon. 1 Band. Wien 1947
- Volks-Universal-Lexikon. 2 Bände. Verlag Peter J. Oestergaard, 1900
- Witte Schülerlexikon. Witte, Freiburg im Breisgau 1952, DNB 454493932

## Bibliographische Nachschlagewerke
- → Hauptartikel: Liste von Bibliografien

## Biographische Nachschlagewerke
- → Hauptartikel: Liste biografischer Nachschlagewerke
- → Hauptartikel: Liste der National-, Regional- und Lokalbiografien

Beispiele
- Allgemeine Deutsche Biographie
- Allgemeines Gelehrten-Lexicon
- Allgemeines Künstlerlexikon
- Altpreußische Biographie
- Badische Biographien
- Bayerisches Musiker-Lexikon Online
- Biographisch-Bibliographisches Kirchenlexikon
- Biographisches Lexikon des Kaiserthums Oesterreich
- Biographisches Lexikon des Sozialismus
- Biographisches Lexikon für Schleswig-Holstein und Lübeck
- Biographisches Lexikon zum Dritten Reich
- Biographisches Staatshandbuch
- Braunschweigisches Biographisches Lexikon
- Bremische Biographie des neunzehnten Jahrhunderts
- Das Deutsche Führerlexikon
- Das Personenlexikon zum Dritten Reich
- Deutsche Apotheker-Biographie
- Deutsche Biographische Enzyklopädie
- Deutscher Wirtschaftsführer
- Die Buchdrucker des 16. und 17. Jahrhunderts im deutschen Sprachgebiet
- Egerländer Biografisches Lexikon
- Fünftausend Köpfe. Wer war was im Dritten Reich
- Gerbers Biographisches Lexikon der Agrarwissenschaften
- Geschichte der deutschen Arbeiterbewegung. Biographisches Lexikon
- Geschichtswissenschaftler in Mitteldeutschland
- Große Bayerische Biographische Enzyklopädie
- Großes Sängerlexikon
- Hannoversches Biographisches Lexikon
- Historisch-Biographisches Lexikon der Schweiz; jetzt Historisches Lexikon der Schweiz
- Michael Sachs, Gabriele Rudolf, Andreas Kutschelis: Historisches Ärztelexikon für Schlesien. Biographisch-bibliographisches Lexikon schlesischer Ärzte und Wundärzte (Chirurgen). Wunstorf/Frankfurt am Main/Pfaffenhofen an der Ilm 1997 ff.
- Hübners Who is Who
- Poggendorff – Biographisch-literarisches Handwörterbuch zur Geschichte der exacten Wissenschaften
- Komponisten der Gegenwart
- Künstler – Kritisches Lexikon der Gegenwartskunst
- Künstlerlexikon der Antike
- Kürschners Deutscher Gelehrten-Kalender
- Kürschners Volkshandbuch
- Lexikon bedeutender Chemiker
- Lexikon der Gerechten unter den Völkern
- Lexikon der Juden in der Musik
- Lexikon deutsch-jüdischer Autoren
- Lexikon Westfälischer Autorinnen und Autoren
- Linguisten-Handbuch
- Magdeburger Biographisches Lexikon
- Mann für Mann
- Meyers Handbuch über die Literatur. Ein Lexikon der Dichter und Schriftsteller aller Literaturen. Bibliographisches Institut, Mannheim/Wien/Zürich 1970.
- Metzler-Kunsthistoriker-Lexikon
- Metzler Lexikon englischsprachiger Autorinnen und Autoren
- Neue Deutsche Biographie
- Österreichisches Biographisches Lexikon 1815–1950
- Personenlexikon von Lehrern des 19. Jahrhunderts
- Personenlexikon zur Christlichen Archäologie
- Schweizer biographisches Archiv
- Soldatisches Führertum
- Wer ist wer? (seit 1951); vorher Wer ist’s? (1905–1935)
- Wer war wer in der DDR?

## Fachlexika

### Agrarwissenschaften
- Lexikon der Agrarbegriffe

### Ägyptologie
- Lexikon der ägyptischen Götter und Götterbezeichnungen
- Lexikon der Ägyptologie
- Lexikon der Götter und Symbole der alten Ägypter. Fischer, Frankfurt am Main 2005, ISBN 3-596-16693-4.

### Altertumskunde/Antike
- Handbuch der Altertumswissenschaft
- Der Kleine Pauly
- Der Neue Pauly
- Lexikon der Alten Welt
- Lexikon der Antike
- Paulys Realencyclopädie der classischen Altertumswissenschaft („Pauly-Wissowa“, „Der große Pauly“)
- Reallexikon der Germanischen Altertumskunde
- Reallexikon des classischen Alterthums für Gymnasien

### Altorientalistik
- Reallexikon der Assyriologie und Vorderasiatischen Archäologie

### Archäologie
- Der Brockhaus Archäologie. Hochkulturen, Grabungsstätten, Funde. Brockhaus, Mannheim/Leipzig 2009, ISBN 978-3-7653-3321-7.
- Personenlexikon zur Christlichen Archäologie

### Biochemie
- Taschenwörterbuch der Biochemie. Birkhäuser Verlag, Basel/Boston/Berlin 2000, ISBN 3-7643-6197-2.

### Biologie
- Historisches Wörterbuch der Biologie. Geschichte und Theorie der biologischen Grundbegriffe. Metzler, Stuttgart/Weimar 2011, ISBN 978-3-476-02316-2.
- Lexikon der Biologie

### Botanik
- DuMont's große Pflanzen-Enzyklopädie A–Z. 2 Bände. DuMont, Köln 1998, ISBN 3-7701-4350-7.

### Byzantinistik
- Reallexikon der Byzantinistik
- Prosopographisches Lexikon der Palaiologenzeit

### Chemie
- Beilsteins Handbuch der Organischen Chemie
- Gmelins Handbuch der anorganischen Chemie
- Methoden der Organischen Chemie („Houben-Weyl“)
- Römpp Lexikon Chemie
- Römpp Lexikon Naturstoffe
- Ullmanns Enzyklopädie der Technischen Chemie
- Winnacker-Küchler: Chemische Technik

### Druckwesen
- Helmut Hiller, Stephan Füssel (Hrsg.): Wörterbuch des Buches. Vittorio Klostermann, Frankfurt am Main 2006, ISBN 978-3-465-03495-7.
- Das Buch-Wörterbuch – Nachschlagewerk für Büchermacher und Buchliebhaber. Area, Erftstadt 2004, ISBN 3-89996-256-7.
- Reclams Sachlexikon des Buches. Reclam, Stuttgart 2003, ISBN 3-15-010520-X.

### Film und Fernsehen
- CineGraph – Lexikon zum deutschsprachigen Film
- Das Fernsehlexikon
- Das große Personenlexikon des Films
- Lexikon des internationalen Films

### Frauen
- Damen Conversations Lexikon
- Frauen-Encyclopädie. Ein Hand- und Hülfsbuch für Haus und Familie, zur Belehrung und Unterweisung des weiblichen Lebens und Wirkens. Flemming, Glogau/Leipzig 1852–1855.
- Frauenzimmer-Lexicon
- Lexikon der Frau

### Fußball
- Das große Buch der deutschen Fußballvereine
- Enzyklopädie des DDR-Fußballs
- Fußball-Lexikon

### Genealogie
- Adelslexikon

### Germanistische Sprachwissenschaft
- Etymologisches Wörterbuch der deutschen Sprache
- Lexikon der altgermanischen Namen
- Lexikon der sprichwörtlichen Redensarten
- Wanders Deutsches Sprichwörter-Lexikon

### Geschichte
- Der Brockhaus Geschichte. Personen, Daten, Hintergründe. 3., überarbeitete und aktualisierte Auflage. Brockhaus, Mannheim/Leipzig 2010, ISBN 978-3-577-07530-5.
- Der Große Ploetz
- Der Ort des Terrors
- Deutsches Kolonial-Lexikon
- Enzyklopädie der Neuzeit
- Enzyklopädie des Holocaust. Die Verfolgung und Ermordung der europäischen Juden
- Enzyklopädie des Nationalsozialismus
- Enzyklopädie deutscher Geschichte
- Faszination Weltgeschichte. Wie wir wurden, was wir sind. 20 Bände. Wissen Media Verlag, Gütersloh/München 2004, DNB 971249318.
- Geschichtliche Grundbegriffe: Historisches Lexikon zur politisch-sozialen Sprache in Deutschland
- Lexikon der deutschen Geschichte
- Lexikon des Mittelalters
- Lexikon zur Homosexuellenverfolgung 1933–1945
- Meilensteine – Geschichte, Kultur und Wissenschaft. 21 Bände. Wissen Media Verlag, Gütersloh/München 2009, DNB 994558236.

### Hauslexika
- Das Hauslexikon. Vollständiges Handbuch praktischer Lebenskenntnisse für alle Stände

### Hörspiele
- Reclams Hörspielführer

### Judaistik
- Encyclopaedia Judaica
- Jüdisches Lexikon
- Philo-Lexikon. Handbuch des jüdischen Wissens

### Kochen
- Das neue Küchenlexikon
- Herings Lexikon der Küche
- Kulinarisches Erbe der Schweiz

### Kunst
- Allgemeines Lexikon der Bildenden Künstler von der Antike bis zur Gegenwart („Thieme-Becker“)
- Bildende Kunst in Vorarlberg 1945–2005
- Dresslers Kunsthandbuch
- Lexikon der christlichen Ikonographie
- Lexikon der Illustration im deutschsprachigen Raum seit 1945
- Reallexikon zur Deutschen Kunstgeschichte
- SIKART Lexikon zur Kunst in der Schweiz

### Länder- und regionalspezifische Lexika
- Allgemeines Helvetisches, Eydgenössisches, Oder Schweitzerisches Lexicon
- Augsburger Stadtlexikon
- Austria-Forum
- Berlin Handbuch – Das Lexikon der Bundeshauptstadt. FAB Verlag, Berlin 1992, ISBN 3-927551-27-9.
- Braunschweiger Stadtlexikon
- Das Breslau-Lexikon. Laumann, Dülmen 1994, DNB 945381190.
- Das Große Bremen-Lexikon
- Der Brockhaus Deutschland. Land im Herzen Europas – das Lexikon. Brockhaus, Mannheim/Leipzig 2009, ISBN 978-3-7653-1571-8.
- Der Brockhaus Mannheim. 400 Jahre Quadratestadt – das Lexikon. Brockhaus, Mannheim/Leipzig 2006, ISBN 978-3-7653-0181-0.
- Die österreichisch-ungarische Monarchie in Wort und Bild
- Erlanger Stadtlexikon
- Eschwege-Lexikon
- Frankfurter Biographie (Online-Ausgabe Frankfurter Personenlexikon)
- Geographisches Lexikon der Schweiz
- Handbuch der historischen Stätten
- Hannover. Kunst- und Kultur-Lexikon
- Historisches Lexikon Bayerns
- Historisches Lexikon der Schweiz
- Historisches Lexikon des Fürstentums Liechtenstein
- Lexikon der schweizerischen Gemeindenamen
- Lexikon für Österreich
- Memorabilia Tigurina
- Meyers Orts- und Verkehrslexikon
- Niedersachsen-Lexikon
- Niedersachsenlexikon
- Österreich-Lexikon
- Österreichische National-Enzyklopädie oder alphabetische Darlegung der wissenswürdigen Eigenthümlichkeiten des österreichischen Kaiserthumes. 6 Bände. Wien 1835
- Stadtlexikon Darmstadt
- Stadtlexikon Dresden
- Stadtlexikon Hannover
- Stadtlexikon Nürnberg
- Stadtlexikon Radebeul
- swissworld
- Weimar. Lexikon zur Stadtgeschichte
- Wendland-Lexikon

### Linguistik
- Lexikon der Romanistischen Linguistik
- Linguisten-Handbuch

### Mathematik
- Encyklopädie der mathematischen Wissenschaften

### Medizin
- Bertelsmann Lexikothek Medica. 19 Bände. Bertelsmann Lexikon Verlag, Gütersloh/München 2000, DNB 959578544.
- Deximed
- Pschyrembel
- Real-Encyclopädie der gesammten Heilkunde
- Roche Lexikon Medizin

### Musik
- Der Brockhaus Musik. Komponisten, Interpreten, Sachbegriffe. 3. Auflage. Brockhaus, Mannheim/Leipzig 2006, ISBN 978-3-7653-0393-7.
- Die Musik in Geschichte und Gegenwart
- Handwörterbuch der musikalischen Terminologie
- Oesterreichisches Musiklexikon
- Reclams Jazzführer
- Reclams Klaviermusikführer
- Reclams Konzertführer
- Reclams Liedführer
- Riemann Musiklexikon
- Rock Lexikon. 2 Bände. Rowohlt, Reinbek bei Hamburg 1990, DNB 551662468.

### Musiktheater
- Der Brockhaus Oper. Komponisten, Interpreten, Werke, Sachbegriffe. Brockhaus, Mannheim/Leipzig 2003, ISBN 978-3-7653-2371-3.
- Pipers Enzyklopädie des Musiktheaters
- Reclams Musicalführer
- Reclams Operettenführer
- Reclams Opernführer

### Mythologie
- Ausführliches Lexikon der griechischen und römischen Mythologie
- Der Brockhaus Mythologie. Die Welt der Götter, Helden und Mythen. Wissenmedia, Gütersloh/München 2010, ISBN 978-3-577-07758-3.
- Gründliches mythologisches Lexikon. Gleditsch, Leipzig 1770 (Online bei Zeno.org).
- Knaurs Lexikon der Mythologie. Area, Erftstadt 2005, ISBN 978-3-89996-270-3.
- Lexikon der germanischen Mythologie. 4. Auflage. Kröner, Stuttgart 2021, ISBN 978-3-520-36805-8.

### Osteuropa
- Enzyklopädie des europäischen Ostens

### Pharmazie
- Hagers Enzyklopädie der Arzneistoffe und Drogen

### Philosophie
- Der Brockhaus Philosophie. Ideen, Denker und Begriffe. Brockhaus, Mannheim/Leipzig 2004, ISBN 978-3-7653-0571-9.
- Grundriss der Geschichte der Philosophie
- Handwörterbuch des deutschen Aberglaubens
- Historisches Wörterbuch der Philosophie
- Historisches Wörterbuch der Rhetorik
- Historisch-kritisches Wörterbuch des Marxismus
- Philosophisches Wörterbuch (Klaus-Buhr)
- Philosophisches Wörterbuch (Schmidt-Gessmann)
- Philosophisches Wörterbuch (Brugger-Schöndorf)
- Wörterbuch der Logik

### Politik
- Der Brockhaus Politik. Ideen, Systeme und Prozesse. Brockhaus, Mannheim/Leipzig 2008, ISBN 978-3-7653-3311-8.
- Kleines Lexikon der Politik
- Lexikon der Anarchie

### Postwesen
- Handwörterbuch des Postwesens
- Handwörterbuch des elektrischen Fernmeldewesens

### Psychologie
- Dorsch – Lexikon der Psychologie
- Wörterbuch der Psychotherapie
- Das Vokabular der Psychoanalyse

### Rechtswissenschaft
- Der Brockhaus Recht. Das Recht verstehen, seine Rechte kennen. 2. Auflage. Brockhaus, Mannheim/Leipzig 2005, ISBN 978-3-7653-0559-7.
- Encyklopädie der Rechtswissenschaft
- Weber

### Staatswissenschaften
- Enzyklopädie der Rechts- und Staatswissenschaft
- Rotteck-Welckersches Staatslexikon

### Studentenverbindungen
- Specimen Corporationum Cognitarum

### Sport
- Braunbeck’s Sport-Lexikon
- Der Brockhaus Sport. Sportarten und Regeln, Wettkämpfe und Athleten, Training und Fitness. 6. Auflage. Brockhaus,	Mannheim/Leipzig 2007, ISBN 978-3-7653-2976-0.

### Technik
- Lexikon der gesamten Technik
- Wie geht das

### Theater
- Deutsches Theater-Lexikon
- Theaterlexikon
- Theaterlexikon der Schweiz

### Typografie
- Typolexikon

### Volkskunde
- Enzyklopädie des Märchens
- Handwörterbuch des deutschen Aberglaubens
- Historisch-kritisches Liederlexikon
- Wörterbuch der deutschen Volkskunde. Kröner, Stuttgart 1974, ISBN 3-520-12703-2.

### Vor- und Frühgeschichte
- Enzyklopädisches Handbuch zur Ur- und Frühgeschichte Europas. 2 Bände. Kohlhammer, Stuttgart [u. a.] 1966–1969, DNB 456550127.
- Handlexikon der deutschen Vorgeschichte. Kürzl, München 1936, DNB 572140762.
- Reallexikon der Vorgeschichte

### Wald und Forstwirtschaft
- Das Kosmos Wald- und Forstlexikon

### Warenkunde
- Merck’s Warenlexikon

### Wetter und Klima
- Der Brockhaus Wetter und Klima. Phänomene, Vorhersage, Klimawandel. Brockhaus, Mannheim/Leipzig 2009, ISBN 978-3-7653-3381-1.

### Wirtschaftswissenschaft
- Das große Börsenlexikon. FinanzBuch Verlag, München 2008, ISBN 978-3-89879-341-4.
- Das kleine Börsenlexikon. 23. Auflage. Schäffer-Poeschel, Stuttgart 2012, ISBN 978-3-7910-3112-5.
- Enzyklopädie der Betriebswirtschaftslehre
- Handwörterbuch der Wirtschaftswissenschaft
- Gabler Wirtschaftslexikon
- Oeconomische Encyclopädie

### Zoologie
- Brehms Tierleben
- Fauna – Das große Buch über das Leben der Tiere
- Grzimeks Tierleben

### Sonstige (Themenübergreifend)
- Bertelsmann Lexikothek
- Brockhaus – Die Bibliothek. Brockhaus, Leipzig/Mannheim 1997–2014, DNB 947750770.
- Brockhaus Horizonte. 24 Bände. Brockhaus/Wissen Media, Gütersloh/München 2011–2012, DNB 1017915865.
- Brockhaus Themenwissen. 6 Bände. Brockhaus/Wissen Media, Gütersloh/München 2012, DNB 1029994838.
- Brockhaus Wissenswelten. 6 Bände. Brockhaus/Wissen Media, Gütersloh/München 2012, DNB 1029974934.
- Faszination Natur. 21 Bände + 4 DVD-Videos + 1 CD-ROM Tierlexikon. Wissen Media, Gütersloh/München 2006–2012, DNB 978755928 und DNB 1022728873.
- Fischer Lexikon
- GEO Themenlexikon
- Naturenzyklopädie der Welt (bis Band 12 unter dem Titel Naturenzyklopädie Europas / Beziehung zur Bertelsmann Lexikothek). 20 Bände. Mosaik, München 1992–1995, DNB 551957182 und DNB 944372961.
- Spektrum. 14 Bände. Brockhaus/Wissen Media, Gütersloh/München 2003–2014, DNB 968348114.